# Synema quadratum
Synema quadratum là một loài nhện trong họ Thomisidae.
Loài này thuộc chi Synema. Synema quadratum được Cândido Firmino de Mello-Leitão miêu tả năm 1929.